# 尾高惇忠 (作曲家)
尾高 惇忠（おたか あつただ、1944年3月10日 - 2021年2月16日）は、日本の作曲家。位階は従四位。
東京芸術大学名誉教授、桐朋学園大学特任教授。瑞宝小綬章。

## 人物
東京都生まれ。東京芸術大学音楽学部作曲科にて、作曲を矢代秋雄、池内友次郎、三善晃、ピアノを安川加壽子に師事する。
1966年3月同校を卒業後、9月にフランス政府給費留学生としてパリ国立高等音楽院へ入学し、モーリス・デュリュフレ、マルセル・ビッチュ、アンリ・デュティユーに師事し、1970年に同校を卒業する。
帰国後も室内楽や歌曲伴奏等においてピアニストとして活躍する。
2011年3月31日に退任するまで東京芸術大学音楽学部作曲科教授を務めた。
フランス音楽のアカデミズムの伝統を学び、矢代秋雄の業績を受け継ぎ、東京芸術大学音楽学部作曲科における教育の要となった。
2021年2月16日午前3時58分、大腸がんのため、東京都内の病院で死去。76歳没。叙従四位、瑞宝小綬章追贈。墓所は多磨霊園。

## 家族・親族
父は作曲家・指揮者の尾高尚忠、母はピアニストの尾高節子。弟に指揮者の尾高忠明がいる。妻は声楽家の尾高綾子。法哲学者の尾高朝雄、社会学者の尾高邦雄（ともに伯父）など父方の親族からは学者を多く輩出しており、また同名の曾祖父尾高惇忠は明治期の実業家として知られる。その従弟で妹婿の実業家渋沢栄一もまた曾祖父であり、渋沢家や従兄の会計学者諸井勝之助を通じて作曲家諸井三郎・誠親子とも縁戚関係にある。母方の親族では、チェリストの倉田澄子が従姉、女優・演出家の長岡輝子が伯母に当たる。

## 主要作品
- オーケストラのための『イマージュ』（第30回尾高賞、1981年度）
- 独奏チェロのための「瞑想」（1983年）
- 弦楽四重奏曲
- オーケストラのための肖像
- 混声合唱とオーケストラのための『光の中』
- オルガンとオーケストラのための幻想曲（別宮賞、2001年度）
- ピアノ・ソナタ
- 二台のピアノのための「響奏」（2006年）
- 交響曲〜時の彼方へ〜（第60回尾高賞、2012年度）
- アンリ・シャランの主題による“ファンファーレ・フーガ・コラール” 〜吹奏楽のための〜
- ピアノ協奏曲（2016年）
- チェロ協奏曲（2021年初演、遺作）
- ヴァイオリン協奏曲（2021年初演、遺作）

## 著作
- 和声課題50選 著者レアリザシオン篇と課題篇（全音楽譜出版社、2010年）

## 主な門下
- 鈴木行一
- 森垣桂一
- 山口哲人
- 鈴木理恵子
- 広上淳一
- 堀俊輔
- 鈴木優人
- 中村絢
- 中本芽久美
- 堀優香
- 松本望 (音楽家)